# Гаетано Доницети
Гаетано Доницети (итал. Domenico Gaetano Maria Donizetti; Бергамо, 29. новембар 1797 — Бергамо, 8. април 1848) био је чувени италијански композитор опера. Уметничку каријеру започео је као композитор симфонија, коморних и црквених дела. Касније се потпуно посветио опери. У почетку је под Росинијевим утицајем, али је убрзо пронашао пут до властите оперне драматике, приправљајући правац којим ће наставити Ђузепе Верди. Од 1834 — 1839. професор је на конзерваторију у Напуљу, а од 1839. у Паризу. Од 1842. дворски је композитор и капелник у Бечу.

## Опус

### Опере
- Љубавни напитак
- Лучија од Ламермура
- Позоришне згоде и незгоде (1827, као Вива ла Мама 1969)
- Кћи пука
- Дон Пасквале